# الرصافة (بغداد)

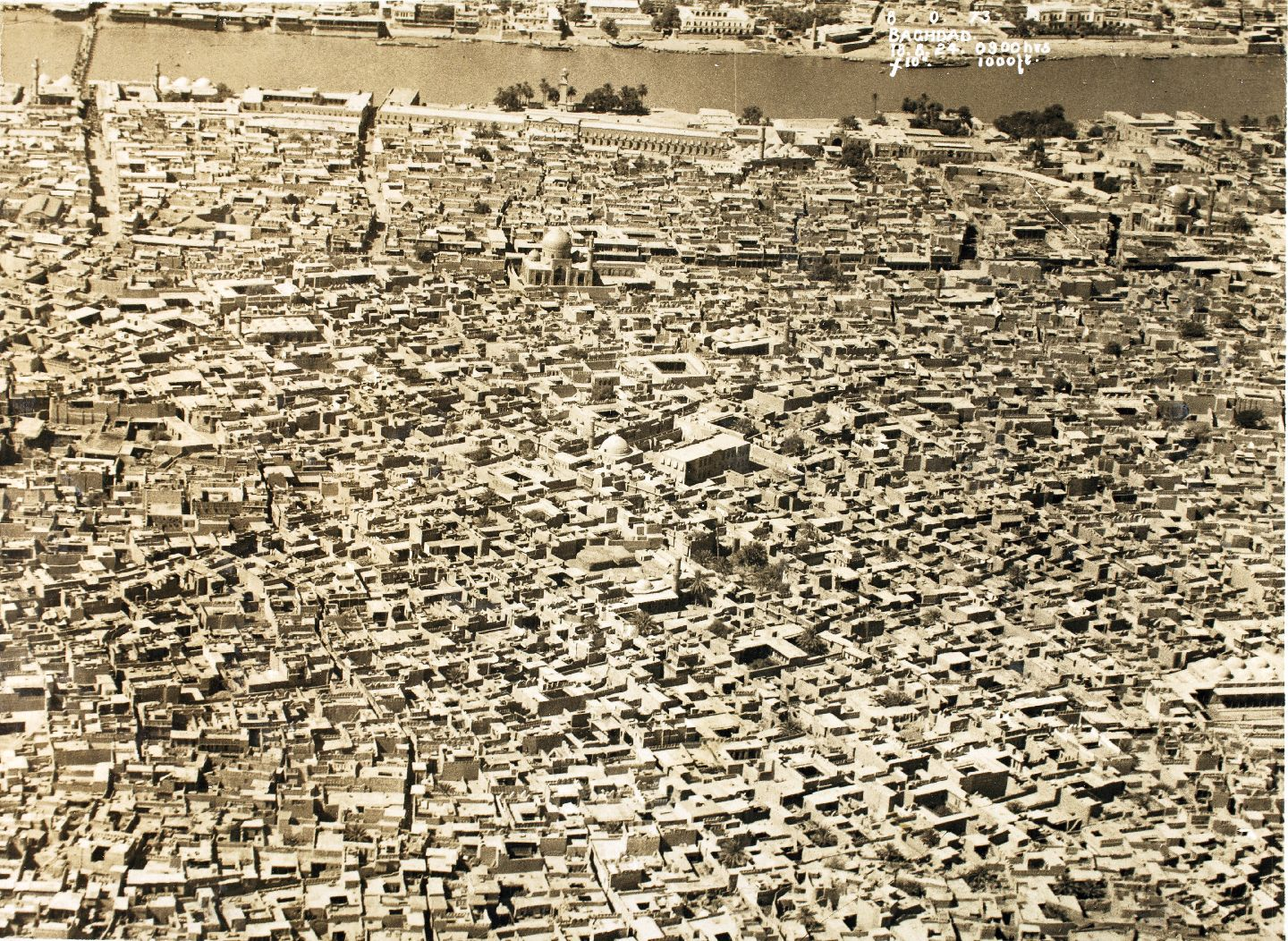
مشهد لجانب الرصافة من مدينة بغداد في عام 1924

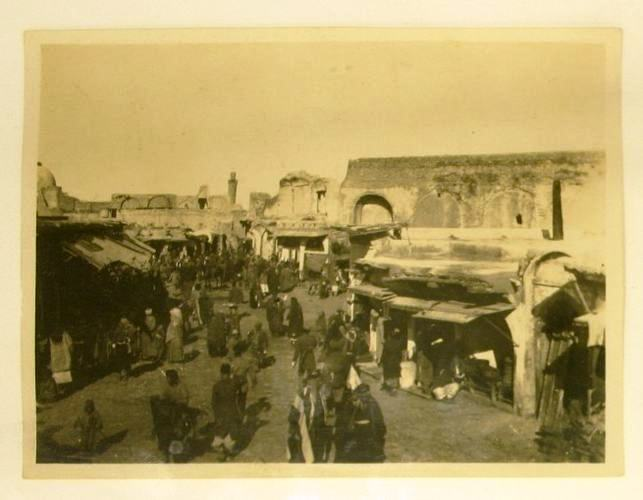
شارع في جانب الرصافة من بغداد خلال فترة الحرب العالمية الأولى 1916-1919

الرُّصافة هو أحد صَوْبَي مدينة بغداد، ويقع على الجانب الشرقي لنهر دجلة.، أُنشِأتْ بدايةً في عهد أبو جعفر المنصور، ثم توسَّعت وعُمِّرت سُورها ومسجدها وخندقها في خلافة ابنه مُحمَّد المهدي سنة 159هـ / 776م. يوجد فيها العديد من المناطق والشوارع الحيوية مثل الأعظمية وزيونة ومدينة الصدر والشعب وشارع فلسطين وشارع أبي نؤاس وشارع السعدون و الكرادة و بغداد الجديدة.
تقسم ضفة الرصافة إلى الاقضية والنواحي التالية: تتميز الرصافة بزخم سكاني حيث يعيش فيها اغلب سكان العاصمة بغداد.

## تاريخ

### أول بنائها في عهد المنصور
يعد سبب بناء الرُّصافة هو مواجهة مشاكل الانقسام داخل الجيش العبَّاسي، إذ ثار بعض الجند وشغبوا على الخليفة أبو جعفر المنصور (حكم 136 – 158هـ / 754 – 775م) في باب الذهب، فاحتار الخليفة في تدبير أمرهم والتخلُّص من شغبهم. في هذه الأثناء، دخل قريبه ويدعى قثم بن العباس بن عبيد الله بن عباس، الذي كان يتمتع بالاحترام والتقدير بين الجند، إلى المنصور. ناقش قثم مع الخليفة الوضع المقلق، مشيرًا إلى احتمال تآمر الجند ضد المنصور، وقدم نصيحته للحفاظ على وحدة الجيش واستقرار الحكم، قائلًا: «يا أمير المؤمنين عندي رأي إن أظهرته لك فسد وإن تركته أمضيته وصلحت خلافتك وهابك جندك ... إن كنت عندك متهما فلا تشاورني فإن كنت مأمونا عليها فدعني أفعل رأيي»، فوافقه المنصُور على ما أراد فعله.
انصرف قثم إلى منزله فدعا غلاما له وقال له: «إذا كان الغد فتقدمني واجلس في دار أمير المؤمنين فإذا رأيتني قد دخلت وتوسطت أصحاب المراتب فخذ بعنان بغلتي فاستخلفني بحقّ رسول الله ﷺ وبحق العباس وبحق أمير المؤمنين إلا ما وقفت لك وسمعت مسألتك وأجبتك عنها فإني سأنتهزك وأغلظ لك القول فلا تخف وعاود المسألة فإني سأضربك فعاود وقل لي أي الحيين أشرف اليمن أم مضر فإذا أجبتك فاترك البغلة وأنت حرّ». ففعل الغلام ما أمره أمام الجند لاحقًا، وقال له نفس الكلام، حتى جاوبه قثم قائلًا: «مضر أشرف لأن منها رسول الله ﷺ وفيها كتاب الله وفيها بيت الله ومنها خليفة الله». فامتعضت لذلك اليمانيَّة إذ لم يذكر لهم شيئا من شرفهم، وقال بعض قوادهم: «ليس الأمر كذلك مطلقا بغير فضيلة لليمن» وحاولوا كبح بغلة الغلام، فامتعضت مضر وقالوا: «أيفعل هذا بشيخنا!» فأمر بعضهم غلامه فضرب يد ذلك الغلام فقطعها فنفر الحيان، وافترقت الجند، فصارت مضر فرقة، وربيعة فرقة، والخراسانيَّة فرقة. دخل قثم على المنصور لاحقًا بعد الحادثة، ثم قال للخليفة المنصُور: «قد فرقت بين جندك وجعلتهم أحزابا كل حزب منهم يخاف أن يحدث عليك حدثا فتضربه بالحزب الآخر وقد بقي عليك في التدبير بقية وهي أن تعبر بابنك فتنزله في ذلك الجانب وتحول معه قطعة من جيشك فيصير ذلك بلدا وهذا بلد فإن فسد عليك أولئك ضربتهم بهؤلاء وإن فسد عليك هؤلاء ضربتهم بأولئك وإن فسد عليك بعض القبائل ضربتهم بالقبيلة الأخرى» فقبل المنصُور رأيه وأعجب به، فاستقامت خلافته وبنى الرُّصافة وولى بنائها صالح صاحب المصلى.

### توسعة الرُّصافة في عهد المهدي
قدِم مُحمَّد المهدي ابن الخليفة المنصُور من خراسان إلى الرُّصافة في شهر شوال سنة 151هـ / نوفمبر 768م، فاستقبله أهل بيته من الشام والكوفة والبصرة وغيرهم، مهنئين بقدومه. قام المهدي بتكريمهم، إذ أجازهم وحملهم وكساهم، وكان الخليفة المنصور قد قام بنفس الفعل مع أهل بيته، وقام ببناء الرُّصافة لابنه المهدي. بعد توليه الخلافة العبَّاسية، وسَّع المهدي الرُّصافة وزاد في عمارها، فبنى المسجد والخندق وسورٍ لها سنة 159هـ / 776م.

## قائمة الأقضية والنواحي وأحياء في جانب الرصافة
| القضاء            | النواحي                                                 |
| ----------------- | ------------------------------------------------------- |
| قضاء الرصافة      | ناحية الكرادة، ناحية فلسطين، ناحية بغداد الجديدة        |
| قضاء الأعظمية     | ناحية الفحامة، ناحية الشعب، ناحية الزهور                |
| قضاء المدائن      | ناحية الجسر، ناحية الوحدة، ناحية النهروان، ناحية الشموس |
| قضاء الصدر الأول  | ناحية الفرات، ناحية الصديق                              |
| قضاء الصدر الثاني | ناحية المنورة، ناحية أبناء الرافدين                     |
| قضاء الحسينية     | ناحية الراشدية، ناحية بوب الشام، ناحية المحمدية         |

القسم الثاني من بغداد هو الكرخ ويقع على الجانب الغربي للنهر.

## أعلام
- حنبل الرصافي
- معروف الرصافي